# Billal Bennama
Billal Bennama (Albi, 14 de junio de 1998) es un deportista francés, de origen argelino, que compite en boxeo.
Participó en dos Juegos Olímpicos de Verano, en los años 2020 y 2024, obteniendo una medalla de plata en París 2024, en la categoría de 51 kg.
Ganó tres medallas en el Campeonato Mundial de Boxeo Aficionado entre los años 2019 y 2023, y dos medallas en el Campeonato Europeo de Boxeo Aficionado, en los años 2022 y 2024.
En los Juegos Europeos de Cracovia 2023 consiguió una medalla de oro en la categoría de 51 kg.

## Palmarés internacional
| Juegos Olímpicos   | Juegos Olímpicos      | Juegos Olímpicos  | Juegos Olímpicos |
| Año                | Lugar                 | Medalla           | Categoría        |
| ------------------ | --------------------- | ----------------- | ---------------- |
| 2024               | París (Francia)       | Medalla de plata  | 51 kg            |
| Campeonato Mundial |                       |                   |                  |
| Año                | Lugar                 | Medalla           | Categoría        |
| 2019               | Ekaterimburgo (Rusia) | Medalla de bronce | 52 kg            |
| 2021               | Belgrado (Serbia)     | Medalla de bronce | 54 kg            |
| 2023               | Taskent (Uzbekistán)  | Medalla de plata  | 51 kg            |
| Juegos Europeos    |                       |                   |                  |
| Año                | Lugar                 | Medalla           | Categoría        |
| 2023               | Nowy Targ (Polonia)   | Medalla de oro    | 51 kg            |
| Campeonato Europeo |                       |                   |                  |
| Año                | Lugar                 | Medalla           | Categoría        |
| 2022               | Ereván (Armenia)      | Medalla de oro    | 54 kg            |
| 2024               | Belgrado (Serbia)     | Medalla de plata  | 54 kg            |